# Los embajadores (novela)
Los embajadores (título original en inglés, The Ambassadors) es una novela del autor Henry James, publicada en 1903. Inicialmente se publicó por entregas en el North American Review (NAR). Esta comedia oscura, una de las obras maestras del último período de James, sigue el viaje del protagonista, Lewis Lambert Strether a Europa persiguiendo a Chad, el hijo supuestamente díscolo de su prometida, una viuda; tiene que recuperar al chico para el negocio familiar, pero lo que se encuentra es con complicaciones inesperadas. La narrativa en tercera persona asume exclusivamente el punto de vista de Strether.

## Resumen de la trama
Lambert Strether, un hombre de mediana edad, que no tiene mucha experiencia en la vida, procede de Woollett, Massachusetts, y se muestra conforme en asumir una misión para su rica prometida: ir a París y rescatar al hijo de ella, Chad Newsome, de las garras de una mujer supuestamente perversa. En su viaje, Strether se detiene en Inglaterra, y allí conoce a Maria Gostrey, una mujer estadounidense que ha vivido en París durante muchos años. Su cínico ingenio y opiniones mundanas empiezan a perturbar el punto de vista preconcebido de Strether sobre la situación.
En París, Strether se encuentra con Chad, y le impresiona la gran sofisticación que Chad parece haber ganado durante sus años en Europa. Chad le lleva a una fiesta en un jardín, donde Strether conoce a Marie de Vionnet, una mujer encantadora de impecables maneras, separada de su esposo, supuestamente desagradable, y a Jeanne, su exquisita hija. Strether queda confundido pues no sabe si a Chad le gusta más la madre o la hija. Al mismo tiempo, el propio Strether siente una poderosa atracción por Marie de Vionnet, que él sospecha que podría ser correspondida, y de esta manera empieza a cuestionarse su compromiso de regresar a Woollett y casarse con la madre de Chad, a pesar de su admiración por ella.
Todas estas impresiones de la cultura parisina le llevan a Strether a confiarle a Little Bilham, un amigo de Chad, que quizá haya perdido lo mejor de la vida; empieza a disfrutar de los encantos de París, y evita que Chad vuelva a Estados Unidos. El acompañante estadounidense de Strether, Waymarsh, proporciona un contrapunto temático, al rechazar ser seducido por los atractivos de Europa. Mientras tanto, la señora Newsome, prometida de Strether y madre de Chad, que espera impaciente en Estados Unidos, coge a nuevos "embajadores" para que vuelvan inmediatamente con Chad. La más destacada de estos nuevos embajadores es Sarah Pocock, hermana de Chad, quien ásperamente desdeña la impresión de Strether de que Chad ha mejorado, condena a Marie como una mujer indecente, y exige que Chad regrese inmediatamente al negocio familiar en Estados Unidos.
Para escapar de sus problemas, Strether hace un pequeño viaje por el campo francés, y accidentalmente se encuentra con Chad y Marie en una posada rural; entonces comprende la profundidad de su romance. Después de regresar a París, aconseja a Chad que no abandone a Marie; pero Strether ahora se encuentra incómodo en Europa. Al final, declina una oferta virtual de matrimonio por parte de Maria Gostrey y regresa a Estados Unidos.

## Temas principales
Henry James obtuvo la idea principal para Los embajadores de una anécdota sobre su amigo y compañero novelista William Dean Howells, quien, mientras visitaba a su hijo en París, quedó tan impresionado con las amenidades de la cultura europea, que se preguntó en alto si la vida no le habría pasado de largo; a partir de tan intrigante sugerencia, creció el largo discurso de Strether a Little Bilham sobre vivir "todo lo que puedas".
El tema de la liberación de una vida emocional estrecha, casi famélica, entrando en una existencia más generosa y graciosa, juega a lo largo de Los embajadores, pero merece destacarse que James no hace de París, ingenuamente, un paraíso sin defectos para los estadounidenses culturalmente atrofiados. Strether conoce el reverso de la moneda europea cuando ve cuan desesperadamente Marie teme perder a Chad, después de todo lo que ella ha hecho por él. Como sugiere un crítico, Strether no se libera de su camisa de fuerza estadounidense sólo para encajar en un modelo europeo más elegante, sino que en lugar de ello aprende a valorar cada situación a partir de sus méritos, sin prejuicios. La lección final de la experiencia europea de Strether es desconfiar de las nociones y percepciones preconcebidas de cualquiera y en cualquier sitio, y confiar únicamente en sus propias observaciones y juicios.
Un tema principal de la novela podría ser el de la "mediación/intermediación", el papel de Strether como un embajador. Strether, en su última conversación con Maria Gostrey, justifica sus decisiones conectando su posición de intermediario con sus preocupaciones sobre ganar experiencia (y placer) mientras trabaja por cuenta de otros. Es importante tener en cuenta este conflicto entre el deseo personal y el deber cuando se piensa en la psicología de Strether.

## Historia de la publicación
La historia de la publicación de Los embajadores es compleja, incluso para una obra de James; la novela se escribió entre octubre de 1900 y julio de 1901, antes de Las alas de la paloma (1902), y aun así no encontró inmediatamente un editor que lo publicase. Para encajar en las eventuales entregas de la revista NAR, se tuvieron que omitir pasajes, incluyendo tres capítulos.
Para las versiones en libro, James esperaba usar las pruebas de la versión por entregas para proporcionar la mayoría de copias a las editoriales de Londres y Nueva York, pero la NAR le proporcionó sólo un juego, en lugar de los dos que pidió; de esta manera, en agosto de 1903, James proporcionó a la editorial británica una copia en papel carbón de la versión original mecanografiada y sin revisar, para permitirles cumplir con el calendario de publicación. Más aún, en aquella época, también él carecía de copias duplicadas de los pasajes omitidos, y aquellas dos circunstancias dieron como resultado variaciones textuales significativas en la edición Methuen.
Una de las variaciones más importantes fue que un capítulo, no publicado en la versión por entregas, se insertó antes del capítulo 28, no después de él, como en la edición Harper, que James revisó detalladamente. Cinco años después, cuando preparó el texto revisado para la Edición de Nueva York (NYE), James trabajó a partir de la edición Harper, y los dos capítulos (números 28 y 29) se convirtieron en los capítulos 1 y 2 del libro 11.
En 1950 Robert E. Young, sin saber la diferencia de la edición Methuen ni los detalles del trabajo de James en la novela, argumentó
que el orden NYE era incorrecto, basándose en la cronología de la novela de los acontecimientos de la historia. La mayor parte de los críticos se manifestaron conformes con Young, especialmente cuando Leon Edel señaló que el orden de la edición Methuen, y, desde entonces, la mayor parte de las versiones publicadas de Los embajadores, que habitualmente usan el texto NYE, han cambiado el orden de los dos capítulos; sin embargo, el estudioso textual y bibliográfico Jerome McGann reabrió la cuestión en 1992. Señaló que la historia de la publicación contada por Birch hacía improbable que James hubiera ordenado mal en las ediciones que él supervisó detalladamente. Más aún, él afirmó, creando controversia, que cuando James escribió a la novelista Mrs. Humphry Ward mencionando una "temible... debilidad" se estaba refiriendo al orden de los capítulos en su copia de la edición Methuen. McGann explicó las discrepancias cronológicas señalando que el comiendo del capítulo 28 en la edición Harper dice que describirá una conversación que acontecerá en el "futuro" (en relación con la coyuntura alcanzada en la historia), y que la línea "aquella tarde", a comienzos del capítulo 29, no se refiere a la tarde que acaba de ser descrita en el capítulo 28, sino a la anterior.
Desde 1992 pocos editores de las nuevas ediciones de Los embajadores han seguido la investigación de McGann y restaurado el orden aparentemente preferido de James, sino que, en una manera característicamente postmoderna, es actualmente opción del lector decidir en qué orden deben leerse estos capítulos.

## Crítica y significado literario
En el prefacio de la Edición Nueva York Henry James proclamó que Los embajadores era la mejor de sus novelas. Los críticos se han mostrado en general conformes en que esta novela es de las mejores en la lista de sus logros, aunque hay algunas disensiones notables, como E.M. Forster y F.R. Leavis. La evocación que James hace de París ha obtenido muchos aplausos, pues la ciudad se convierte en un símbolo muy logrado de la belleza y la pena de la cultura europea.
La controversia crítica ha girado sobre el rechazo de Strether de Maria Gostrey, viendo algunos una perversa renuncia a su mejor oportunidad de ser feliz. Otros han dicho que Strether, aun siendo un gran amigo de Maria, no está enamorado de ella, y que la pareja no podría haber sido un matrimonio feliz. Los críticos también han especulado sobre si Chad seguirá o no el consejo de Strether de permanecer con Marie, o si regresará a Estados Unidos para tener la sustanciosa recompensa del negocio familiar — el veredicto generalizado es que Chad seguirá el dinero.
En una carta a un amigo, James dijo que Strether se parecía ligeramente, aunque no en su fisonomía, a su creador. Es verdad que Strether muestra la habilidad de crecer en su entendimiento y buen juicio, aunque algunos críticos le han visto limitado y tímido, a pesar de sus experiencias europeas.
Un misterio literario permanente es la naturaleza de su "pequeño objeto sin nombre" hecho en Woollett. Strether lo llama: "una cosita que ellos hacen—que ellos pueden hacer mejor, según parece, que otra gente, o de lo que otra gente, en cualquier caso, hace"; y llama al negocio: "una fábrica que, sólo con cuidarla adecuadamente, podría muy bien estar en camino de convertirse en un monopolio". En un artículo en la revista Slate, Joshua Glenn propone que el objeto innominado es un palillo de dientes, mientras que otros críticos han propuesto cerillas, artículos de tocador, abotonadores, etcétera.
En 1998, la Modern Library colocó a Los embajadores con el número 27 en su lista de 100 mejores novelas en inglés del siglo XX.

## Adaptaciones e influencias
Una versión en teatro musical de Los embajadores, titulada Ambassador ("Embajador") se estrenó en 1971 en el West End londinense, luego en Broadway en 1972, y resultó un fracaso.
En el año 1977 se produjo una versión para televisión de Los embajadores, con Paul Scofield haciendo de "Strether" y Lee Remick de "Maria Gostrey"; ella más tarde interpretó el papel de "Eugenia" en la versión cinematográfica de 1979 Merchant-Ivory de Los europeos.
La novela de 1955 de Patricia Highsmith El talento de Mr. Ripley comienza con el protagonista, Tom Ripley, viajando a Europa en busca del hijo de un hombre rico para devolverlo al negocio familiar. Se reconoce la inspiración en la novela con una mención explícita de Los embajadores de James.
La novela de Cynthia Ozick Foreign Bodies ("Cuerpos extranjeros", 2010) narra la historia de Los embajadores con una mujer como protagonista.